# Kalefeld
Kalefeld ist eine Gemeinde im Landkreis Northeim in Niedersachsen.

## Geographie

### Lage
Die Gemeinde Kalefeld liegt zwischen Harz und Solling nahe der Aue (Leine) im südlichen Niedersachsen.
Die Gesamtfläche der Gemeinde Kalefeld beträgt 84,10 km², davon werden 39 Prozent forstwirtschaftlich genutzt.

### Gemeindegliederung
Sie besteht aus folgenden Ortsteilen:
- Dögerode
- Düderode
- Eboldshausen
- Echte
- Kalefeld
- Oldenrode
- Oldershausen
- Sebexen
- Westerhof
- Wiershausen
- Willershausen

### Nachbargemeinden
- die Städte Northeim, Einbeck, Bad Gandersheim, Seesen, Osterode am Harz
- die Gemeinden Bad Grund (Harz) und Katlenburg-Lindau

## Geschichte
Erstmals erwähnt wurde Kalefeld 889 in einer Urkunde des Kaisers Arnulf von Kärnten.
Im Dreißigjährigen Krieg und im Siebenjährigen Krieg kam es zu Zerstörungen.

### Ortsname
Alte Bezeichnungen des Ortes sind um 889 Halafeld, 1254 Caleuelde, 1256 Caluelde, 1283 Calevelde, 1297 Calvelde und 1297 Calvelde. Da mit dem Grundwort „-feld“ gebildete Ortsnamen oft einen Gewässernamen im Bestimmungswort enthalten, stellt sich die Frage, ob auch in Kalefeld ein solcher zu vermuten ist. Die Lage des Ortes an der Aue lässt die Annahme eines alten Teilabschnittsnamens dieses Flusses zu. In dem Fall dürfte die germanische Form dieses Flussnamens „Kal-a-“ lauten, wobei die Bedeutung dieses Begriffs nicht bekannt ist. Möglicherweise bedeutet „kala“ („kalt sein, frieren“), „calan“ („kühl“), „kul“ („kühle Brise“) oder „kal“ („kalter Wind“). Namengebend wäre in diesem Fall die Temperatur des Wassers.

### Eingemeindungen
Die Gemeinde Kalefeld wurde am 1. März 1974 durch die Gemeindereform durch die Eingliederung der vormals selbstständigen Gemeinden Dögerode, Düderode, Eboldshausen, Echte, Oldenrode, Oldershausen, Sebexen, Westerhof, Wiershausen und Willershausen, die dem Alten Amt Westerhof angehörten, vergrößert. Das Alte Amt Westerhof war zeitweise dem Amt Osterode zugeordnet.

## Politik

### Gemeinderat
Der Gemeinderat der Gemeinde Kalefeld besteht aus 18 Ratsfrauen und Ratsherren. Dies ist die festgelegte Anzahl für eine Gemeinde mit einer Einwohnerzahl zwischen 6.001 und 7.000 Einwohnern. Die Ratsmitglieder werden durch eine Kommunalwahl für jeweils fünf Jahre gewählt. Neben den 18 in der Gemeinderatswahl gewählten Mitgliedern ist außerdem der Bürgermeister im Rat stimmberechtigt.
Bei den Kommunalwahlen 2006, 2011, 2016 und 2021 ergaben sich folgende Sitzverteilungen:
| 0Jahr0 | SPD | CDU | FWG | Grüne | FDP | Gesamt   |
| ------ | --- | --- | --- | ----- | --- | -------- |
| 2006   | 11  | 8   | –   | –     | 1   | 20 Sitze |
| 2011   | 7   | 6   | 4   | 1     | –   | 18 Sitze |
| 2016   | 7   | 5   | 5   | 1     | –   | 18 Sitze |
| 2021   | 8   | 4   | 4   | 2     | -   | 18 Sitze |

### Bürgermeister
Bürgermeister ist Jens Meyer (SPD), 2021 mit 54,93 % für eine zweite Amtszeit gewählt.
Ratsvorsitzende seit 2016 Katrin Fröchtenicht (SPD).

### Wappen
Das Wappen enthält die Oldershäuser Rose.

## Kultur und Sehenswürdigkeiten

### Bauwerke

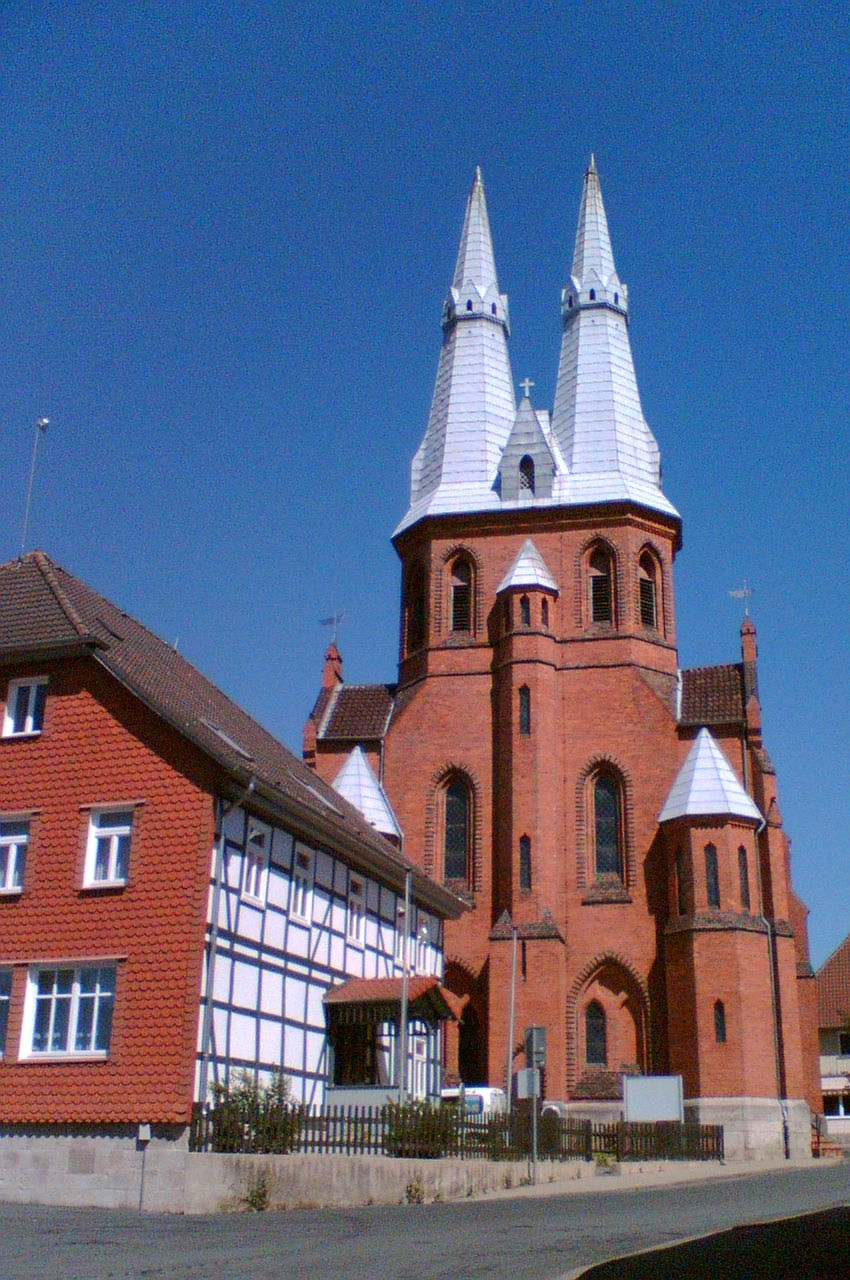
Liebfrauenkirche

- 1872 wurde die evangelische Liebfrauenkirche an der Stelle einer 1870 abgerissenen Kapelle nach Plänen Conrad Wilhelm Hases errichtet. Sie ist eine dreischiffige Hallenkirche im neugotischen Stil.[7] Das Dach dieser Backsteinkirche ist mit Zinkblech gedeckt. Die Kirche verfügt über ein dreistimmiges Geläut aus Bronzeglocken, welche 1956 von der renommierten Glockengießerei Otto aus Bremen-Hemelingen gegossen wurde. Die Schlagtonreihe lautet g, h, c. Die Glocken haben folgende Durchmesser: 1016 mm, 813 mm, 761 mm und wiegen 650 kg, 340, 260 kg.[8][9]
- Die ehemalige katholische Kirche St. Jakobus der Ältere an der Auetalstraße wurde 1960/61 errichtet, seit 2004 gehörte sie zur Pfarrgemeinde Mariä Heimsuchung in Northeim. 2015 wurde sie profaniert und an privat verkauft.
- Burg Westerhof: spätmittelalterliche Burganlage und Sitz des Amtmannes im Amt Westerhof
- Weißenwasserkirche: romanische Kirche der Wüstung Weißenwasser nordöstlich des Ortes Kalefeld

### Römisches Schlachtfeld
Hinterlassenschaften einer Schlacht zwischen Germanen und Römern im 3. Jahrhundert wurden 2008 in der Gemeinde Kalefeld entdeckt. Die Entdeckung überraschte die archäologische Fachwelt, da Kalefeld vergleichsweise weit entfernt von den damals römischen Gebieten jenseits des Limes liegt. Der Ort der damaligen militärischen Auseinandersetzung wird einer relativ späten Phase des römischen Reiches zugeordnet. Eine Auswahl der Gegenstände wird seit 2013 im Landesmuseum Braunschweig ausgestellt. Auf dem Originalschauplatz, einem Bodendenkmal bei Oldenrode, finden Führungen statt, die vom Tourismusbüro in Bad Gandersheim organisiert werden.

## Wirtschaft und Infrastruktur

### Verkehr
Die Gemeinde liegt an der B 445 und der B 248 und wird von der A 7 geteilt. Auf dem Gemeindegebiet befindet sich die Bundesautobahnabfahrt Nr. 68 Echte. Der Bahnhof Kalefeld lag an der Bahnstrecke Osterode–Kreiensen. Diese ist stillgelegt.

### Bildung
Die Gemeinde Kalefeld unterhält die Grundschule Altes Amt in der Ortschaft Echte.
Ehemalige Schulen
- Grundschule Sebexen
- Grundschule Düderode
- Grundschule Westerhof
- Haupt- und Realschule „Auetalschule“ Kalefeld

Außerdem unterhält die Gemeinde Kalefeld eine Gemeindebücherei in der Ortschaft Westerhof.

## Persönlichkeiten
- Juliane von Hessen-Darmstadt (1606–1659), kaufte 1654 die Burg Westerhof und verstarb dort
- Philipp Christian Friedrich Bodecker (1756–1845), von 1794 bis 1841 Leiter der oldenburgischen Forstverwaltung
- Heinrich August von Vogel (1778–1867), in Westerhof geborener Chemiker und Hochschullehrer
- A. B. Dökel (1820–1882), königlich hannoverscher Hof-Uhrmacher
- Sabine Hamer (* 1953), Politikerin (SPD)